# Campionato del mondo rally 1974
Il Campionato del mondo rally 1974 è stata la 2ª edizione del Campionato del mondo rally. Fu valida solo per il campionato costruttori.

## La stagione

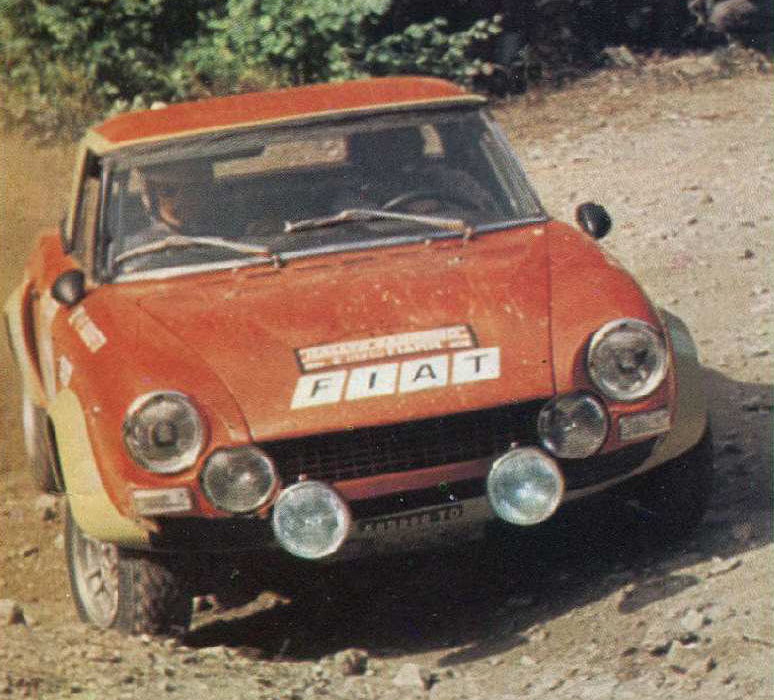
Una costante 124 Abarth, pur con qualche anno alle spalle ormai, permette a FIAT di chiudere in testa la prima parte della stagione.

In conseguenza degli effetti della crisi petrolifera dell'anno precedente, la stagione 1974 vede un mondiale rallye ristretto a sole 8 prove (in cui spiccano le assenze di Monte Carlo e Svezia), di cui peraltro le ultime 5 concentrate tutte in autunno: un calendario che di fatto rende nettamente più importanti, ai fini del titolo, i risultati conseguiti negli ultimi due mesi, poiché virtualmente capaci di annullare completamente quanto raccolto nella prima parte della stagione.
Partita coi favori del pronostico, la FIAT legittima le sue ambizioni fin dalla prova d'esordio in Portogallo, dove monopolizza il podio coi suoi alfieri Pinto, Paganelli e Alén. Il marchio torinese arriva alla pausa estiva, dopo 3 prove, in testa alla classifica grazie alla solida 124 Abarth, ben rintuzzando le principali rivali all'iride che, in questa fase, paiono una Ford che piazza la doppietta Mikkola-Mäkinen al Mille Laghi, una Mitsubishi vittoriosa con lo specialista Singh al Safari Rally, e una Toyota costantemente a punti.
Come pronosticato dagli addetti ai lavori, però, nel decisivo rush finale le sorti del campionato mutano radicalmente. Ciò grazie alla Lancia che, dopo avere corso prettamente in difesa nei mesi precedenti con la vecchia e ormai superata Fulvia Coupé, capace unicamente di artigliare un terzo posto in Kenya grazie a Munari (e a favorevoli condizioni climatiche), alla ripresa in ottobre si presenta ai nastri di partenza con la nuova Stratos, finalmente omologata dopo un biennio fuori classifica da prototipo.

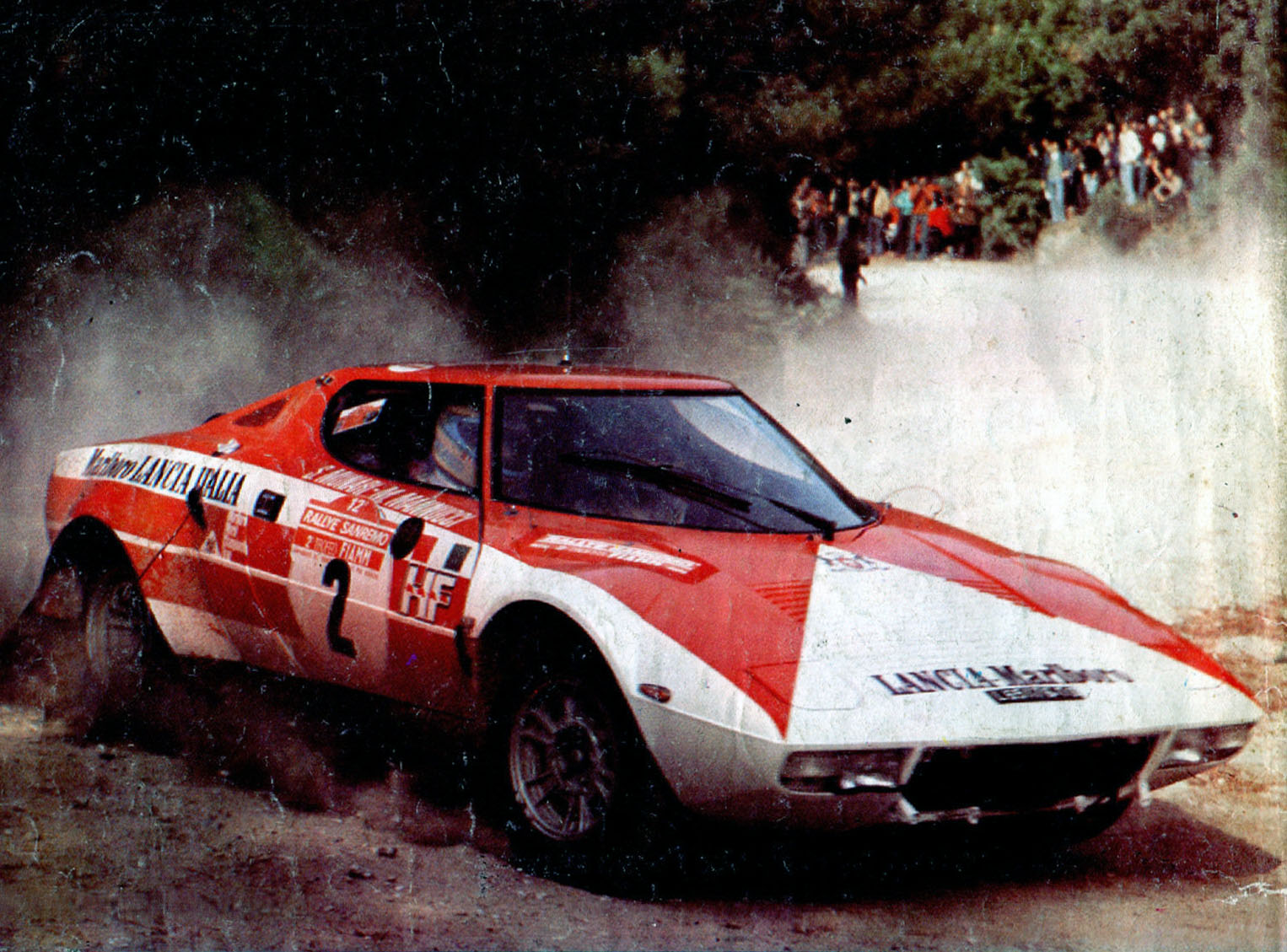
Sandro Munari porta al vittorioso debutto a Sanremo la Stratos HF Marlboro, con cui nel finale di stagione Lancia riesce a ribaltare l'inerzia del mondiale e fare suo il titolo.

La berlinetta di Chivasso, a posteriori vero e proprio spartiacque nella storia della disciplina, mostra immediatamente quella superiorità tecnica che gli varrà l'appellativo di ammazza rally, andando a vincere al debutto a Sanremo con Munari e trionfando con lo stesso nel successivo appuntamento ai Rideau Lakes; vittoria quest'ultima che, unita al secondo posto di Lampinen su Beta Coupé, porta a un primo sorpasso lancista in classifica generale. 
In questo scontro fratricida tra le due case del Gruppo Fiat, le spyder di corso Marche si riprendono temporaneamente la leadership mondiale a Detroit. Tuttavia la successiva défaillance della pattuglia FIAT al RAC Rally, dove invece Munari strappa un importante terzo posto, lascia definitivamente strada a Lancia che, andando poi a vincere con Andruet anche l'ultima prova della stagione, il Tour de Corse, si assicura il titolo marche distanziando nettamente i connazionali.

## Risultati
| # | Data                      | Rally                     | Vincitore           | Vettura                |
| - | ------------------------- | ------------------------- | ------------------- | ---------------------- |
| 1 | 20 - 23 marzo             | Rally del Portogallo      | Raffaele Pinto      | Fiat 124 Abarth Rally  |
| 2 | 11- 15 aprile             | Safari Rally              | Joginder Singh      | Mitsubishi Colt Lancer |
| 3 | 2 - 4 agosto              | Rally di Finlandia        | Hannu Mikkola       | Ford Escort RS1600     |
| 4 | 2 - 5 ottobre             | Rally di Sanremo          | Sandro Munari       | Lancia Stratos         |
| 5 | 16 - 20 ottobre           | Rally Rideau Lakes        | Sandro Munari       | Lancia Stratos         |
| 6 | 30 ottobre - 3 novembre   | Press-on-Regardless Rally | Jean-Luc Thérier    | Renault 17 Gordini     |
| 7 | 16 - 20 novembre          | Rally di Gran Bretagna    | Timo Mäkinen        | Ford Escort RS1600     |
| 8 | 30 novembre - 1º dicembre | Tour de Corse             | Jean-Claude Andruet | Lancia Stratos         |

## Classifica
| Classifica costruttori | Classifica costruttori | Classifica costruttori |
| Pos.                   | Scuderia               | Punti                  |
| ---------------------- | ---------------------- | ---------------------- |
| 1                      | Lancia                 | 94                     |
| 2                      | FIAT                   | 69                     |
| 3                      | Ford                   | 54                     |
| 4                      | Toyota                 | 32                     |
| 5                      | Alpine-Renault         | 29                     |
| 6                      | Datsun                 | 28                     |
| 7                      | Porsche                | 27                     |
| 8                      | Opel                   | 33                     |
| 9                      | Saab                   | 25                     |
| 10                     | Renault                | 23                     |